# سربرنا گورا (استان لهستان بزرگ‌تر)
سربرنا گورا (به لهستانی:  Srebrna Góra) یک روستا در لهستان است که در گمینا واپنو واقع شده‌است. سربرنا گورا ۳۳۰ نفر جمعیت دارد.